# Doplňovací volby do Senátu Parlamentu České republiky 2011
Doplňovací volby do Senátu Parlamentu České republiky se v roce 2011 konaly ve volebním obvodu č. 30 – Kladno. První kolo se uskutečnilo 18. a 19. března, druhé kolo následně 25. a 26. března. Konaly se z důvodu úmrtí senátora Jiřího Dienstbiera (nestr. za ČSSD), který byl zvolen ve volbách v roce 2008 a jehož mandát trval do roku 2014. Na pozici senátora za obvod č. 30 byl roku 2011 zvolen ve druhém kole voleb Jiří Dienstbier mladší (ČSSD).

## Kandidáti a výsledky
Výsledky voleb:
| Kandidát | Kandidát                 | Volební strana (+ podporující subjekty) | Navrhující strana | Politická příslušnost | Počet hlasů (1. kolo) | %     | Počet hlasů (2. kolo) | %     |
| -------- | ------------------------ | --------------------------------------- | ----------------- | --------------------- | --------------------- | ----- | --------------------- | ----- |
|          | Mgr. Jiří Dienstbier ml. | ČSSD (+ SZ a VPK)                       | ČSSD              | ČSSD                  | 12 088                | 44,27 | 13 505                | 65,14 |
|          | Ing. Dan Jiránek         | ODS                                     | ODS               | ODS                   | 7 422                 | 27,18 | 7 227                 | 34,85 |
|          | Zdeněk Levý              | KSČM                                    | KSČM              | KSČM                  | 2 435                 | 8,91  | —                     | —     |
|          | Luděk Kvapil             | TOP 09, STAN (+ VV)                     | TOP 09            | BEZPP                 | 2 053                 | 7,51  | —                     | —     |
|          | Ing. Jana Bobošíková     | SBB                                     | SBB               | SBB                   | 1 993                 | 7,29  | —                     | —     |
|          | MUDr. Karel Protiva      | Občané, KAN                             | Občané            | KAN                   | 571                   | 2,09  | —                     | —     |
|          | Mgr. Miroslav Rovenský   | KDU-ČSL                                 | KDU-ČSL           | KDU-ČSL               | 346                   | 1,26  | —                     | —     |
|          | PaedDr. Ivo Vašíček      | ČPS                                     | ČPS               | ČPS                   | 205                   | 0,75  | —                     | —     |
|          | Ing. Milan Vodička, CSc. | Svobodní                                | Svobodní          | Svobodní              | 191                   | 0,69  | —                     | —     |

O mandát se původně ucházel i Milan Stehlík, svou kandidaturu však záhy stáhl.